# 薩爾弗 (印地安納州)
薩爾弗（英語：Sulphur）是位於美國印地安納州克勞福德縣的一個非建制地區。該地的面積和人口皆未知。

## 地理
薩爾弗的座標為38°13′39″N 86°28′15″W / 38.22750°N 86.47083°W，而該地的平均海拔高度為217米（即712英尺）。